# Universidade de Ulm
A Universidade de Ulm (em alemão:  Universität Ulm) é uma universidade pública localizada na cidade de Ulm, no estado de Baden-Württemberg no sul da Alemanha. Referência européia nos campos da Medicina, Engenharia e Economia, a Universidade de Ulm figura com frequência nas primeiras posições dos rankings universitários da Alemanha.
A Uni-Ulm encontra-se em franco processo de internacionalização e possui acordos de intercâmbio e cursos de verão com seletas instituições brasileiras de ensino.

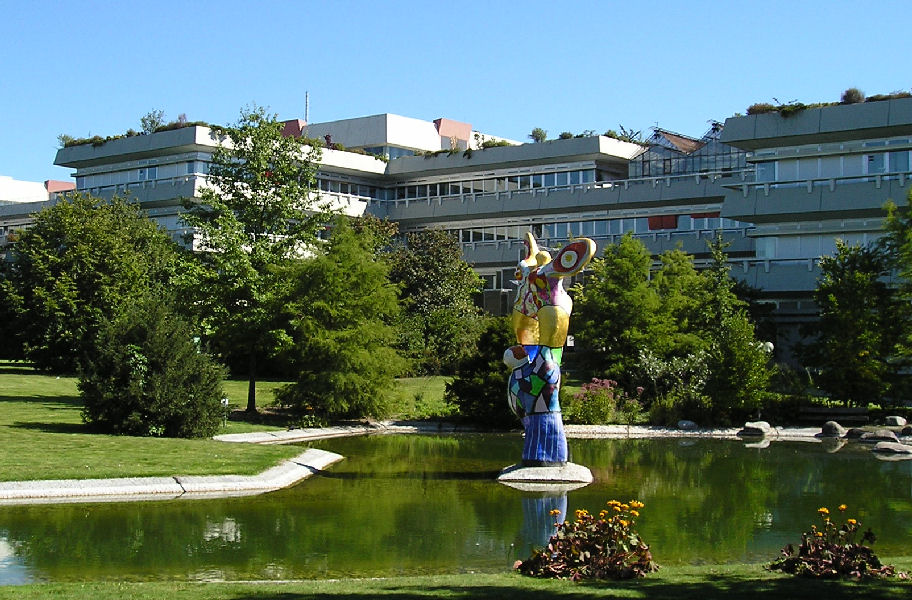
Prédio Principal
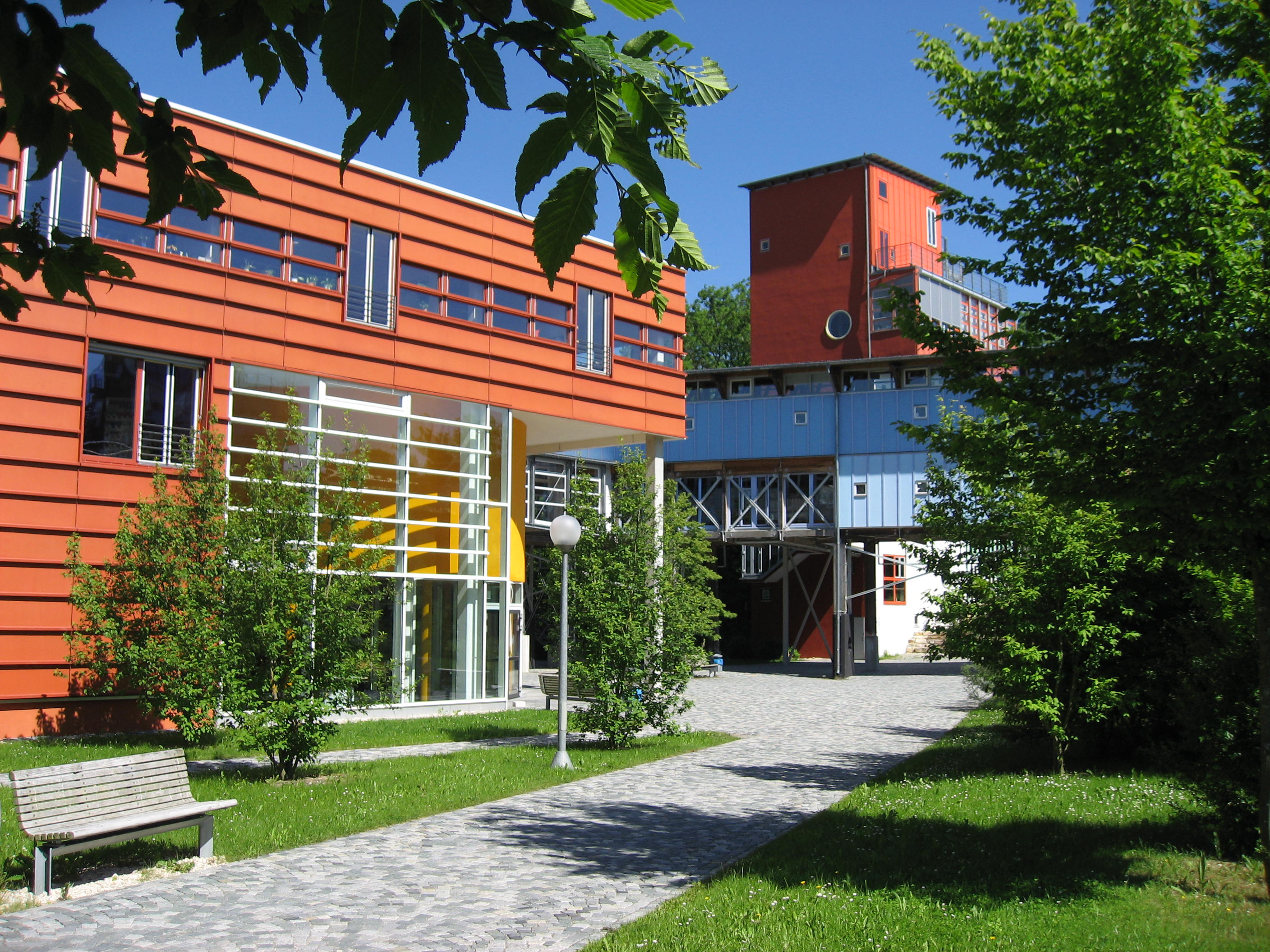
Prédio da Biblioteca